# Matić poljana
Matić poljana (1030 m) je travnata visoravan, široka oko 300 m, a dugačka oko 3 km.
Njome prolazi makadamska cesta za Jasenak, kojoj s lijeva, prilazi kolni put iz Begovog Razdolja. U središnjem dijelu nalazi se originalan spomenik palim borcima iz 2. svjetskog rata: u pravilnom nizu postavljeno je 26 vapnenačkih monolita koji simboliziraju kolonu partizana koji su se ovdje smrznuli prilikom marša 24. veljače 1944. godine.

## Unutarnje poveznice
- Spomenik 26 smrznutih partizana